# Попов, Василий Юрьевич
Василий Юрьевич Попов (укр. Василь Юрійович Попов; 11 января 1979) — украинский футболист, нападающий.

## Биография
Воспитанник крымского училища олимпийского резерва, где его тренером был Виктор Орлов. В 1996 году перешёл в киевское «Динамо», однако выступал за вторую и третью команду.
В начале 1999 года стал игроком «Полиграфтехники», выступавшей в Первой лиге. Спустя год, подписал контракт с криворожским «Кривбассом». Вначале выступал за «Кривбасс-2» во Второй лиге, который стал бронзовым призёром турнира, а затем попал в основной состав. В чемпионате Украины дебютировал 11 марта 2001 года в матче против запорожского «Металлурга» (0:0). Попов принял участие в игре против полтавской «Ворсклы», однако накануне он был отзаявлен и «Кривбассу» было присвоено техническое поражение. Летом 2000 года перешёл в харьковский «Металлист». За «Металлист» играл в течение полугода, после чего покинул команду.
Летом 2001 года присоединился к мариупольскому «Металлургу-2», который выступал во Второй лиге. Попов провёл там полгода и покинул коллектив. С 2004 года по 2005 года играл за любительскую команду «Кафа» из Феодосии. В 2005 году провёл одну игру в любительском чемпионате Украины за ялтинский «Ялос». Затем сменил ещё ряд крымских любительских команд, среди которых джанкойский «Авангард» и «Керчь».